# 直线形分子构型
化学中，直线形分子构型描述了三个或更多个原子排列在一直线上，键角为180º的现象。通常认为，直线形的有机分子（例如乙炔）中的中心碳原子采用sp杂化。许多常见分子是直线形的，例如CO2、HCN和二氟化氙。直线形的阴离子有N3−、I3−和SCN−。直线形的阳离子有NO2+。